# Carcinonemertes kurisi
Carcinonemertes kurisi is een snoerwormensoort uit de familie van de Carcinonemertidae. De wetenschappelijke naam van de soort is voor het eerst geldig gepubliceerd in 2010 door Sadeghian & Santos.